# Данилова Лідія Петрівна
Лідія Петрівна Данилова (нар. 1905, село, тепер Миколаївської області — ?) — українська радянська діячка, вчителька, завідувачка Новобузької початкової школи № 2 Миколаївської області. Депутат Верховної Ради СРСР 3-го скликання. 

## Біографія
Народилася в багатодітній бідній селянській родині. Незабаром сім'я переїхала до містечка Нового Бугу, де батько працював пресувальником олійного заводу. Лідія Данилова з дитячих років ходила на заробітки до заможних селян.
Закінчила початкову «міністерську» школу, навчалася в Новобузькій жіночій гімназії. У 1924 році закінчила Новобузький педагогічний технікум соціального виховання на Миколаївщині.
З 1924 року — вчителька Новодмитрівської сільської школи Новобузького району. Потім вчителювала у низці шкіл Новобузького району, була вчителькою початкових класів Новобузької середньої школи № 7 Миколаївської області.
Під час німецько-радянської війни з літа 1941 року перебувала в евакуації у Сталінградській області РРФСР, працювала вчителькою та колгоспницею колгоспу «Красная звезда». У червні 1944 року повернулася в Новобузький район Миколаївської області.
З 1944 по 1948 рік — вчителька початкових класів Новобузької середньої школи № 7 Миколаївської області.
З квітня 1948 року — завідувачка і вчитель Новобузької базової початкової школи № 2 Миколаївської області. Школа служила базою практичної підготовки для Новобузького педагогічного училища.
Працювала також позаштатним інспектором Новобузького районного відділу народної освіти Миколаївської області.

## Нагороди та відзнаки
- орден «Знак Пошани» (.12.1949)
- медаль «За трудову доблесть» (23.01.1948)
- медаль «За доблесну працю у Великій Вітчизняній війні 1941—1945 рр.» (1947)
- значок «Відмінник народної освіти» (1946)